# キム・ソンニョン

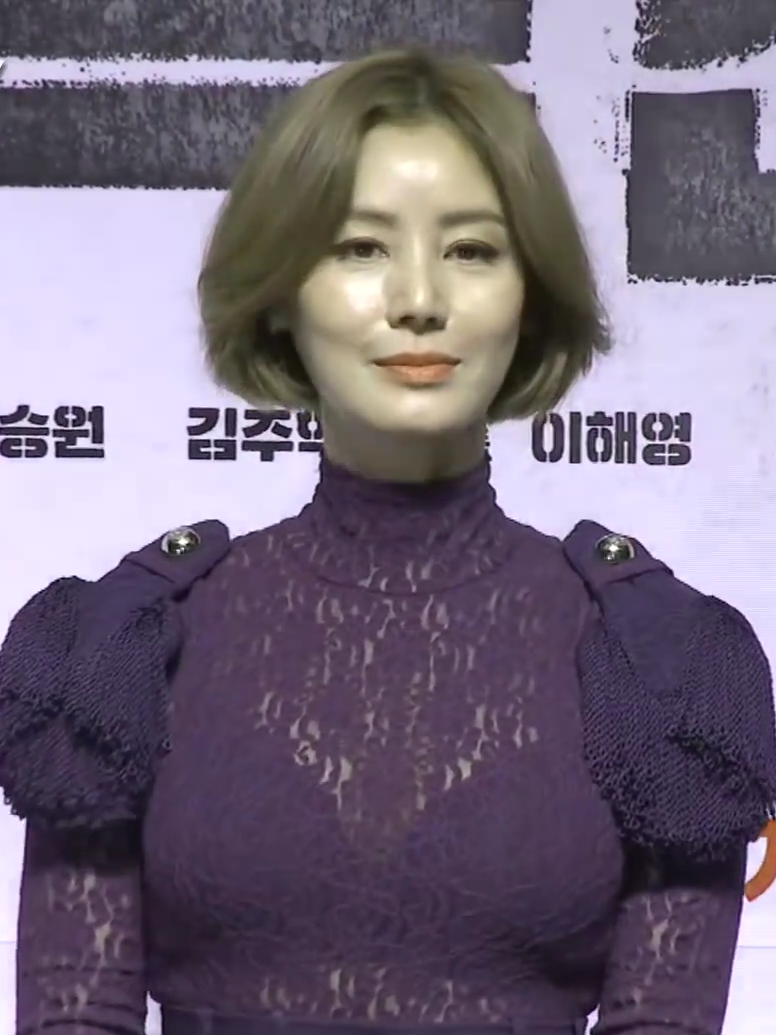
2019年

キム・ソンニョン（金 成鈴、朝鮮語: 김성령、1967年2月8日 - ）は、大韓民国の俳優。日本においてはキム・ソンリョンという表記も見られる。妹はアナウンサーのキム・ソンギョン。
梨花女子大学校師範大学附属梨花・金蘭高等学校、仁荷工業専門大学電子計算科、慶熙大学校演劇映画科を卒業し、韓国外国語大学校経営大学院マーケティング学科で経営学碩士（修士）を取得。1988年のミスコリアで真（1位）を獲得し、同年KBSの『演芸家中継』で芸能界に登場したほか、映画『誰が赤いバラを折ったか』で映画俳優として登場した。そのほかにも演劇、テレビ番組など多数の作品に出演している。